# Frederick Haldimand
Frederick Haldimand (ur. 11 sierpnia 1718 w Yverdon-les-Bains, zm. 5 czerwca 1791 tamże) – żołnierz i polityk, gubernator generalny Kanady Brytyjskiej w latach 1778–1786.
Haldimand urodził się w Yverdon-les-Bains w Szwajcarii. Jako najemnik służył w kilku europejskich armiach, zanim dołączył do armii brytyjskiej w 1756. Wsławił się jako dowódca batalionu w czasie wojny z Francuzami i Indianami, będąc dowódcą batalionu. W latach 1767–1772 został komendantem sił zbrojnych na Florydzie, a następnie w latach 1773–1774 całych brytyjskich sił zbrojnych w Północnej Ameryce. Jego zimna krew w czasie bostońskiej prowokacji znanej w historii jako herbatka bostońska ochroniła kolonię przed rozlewem krwi. W czasie rewolucji amerykańskiej był nieobecny w koloniach, przebywając w Anglii. W 1778 zastąpił Carletona na stanowisku gubernatora generalnego Brytyjskiej Kanady. Ze względu na swe szwajcarskie korzenie łatwo nawiązywał kontakty z Kanadyjczykami francuskiego pochodzenia, zapewniając ich lojalność, podczas gdy sama Francja była sprzymierzeńcem Stanów Zjednoczonych. W swej działalności wewnętrznej okazał się znakomitym administratorem, inicjując szereg projektów robót publicznych.
Odwołany do Anglii w 1786 otrzymał tytuł szlachecki. Jego pamiętniki przechowywane w Muzeum Brytyjskim stały się cennym źródłem wiedzy na temat czasów mu współczesnych.